# 竇垿
窦垿（1804年—1865年），字于坫，又字子州，号兰泉，清朝政治人物，云南罗平州西区淑基村(现云南省曲靖市师宗县淑基村）人，祖籍江南。

## 生平
竇欲峻之子。嘉慶九年（1804年）出生。長大後娶师宗何輔龍之女為妻。道光五年（1825年）乙酉科云南乡试第一名举人（解元），道光九年（1829年）中式己巳科进士，历任吏部文选司主事、员外郎、郎中等职。與曾國藩為理學好友，曾氏說他“見道極精當平實”。為人正直，升江西道監察御史，欽差辦理雲南團練。因得罪云贵总督吴振棫，被其上疏奏劾：“專虐種民，賊殺不辜，座起鬥鬨，奉職無狀”。遂罷官，居鄉七年。同治四年（1865年）以知府發贵州补用，到任一月病逝。有《示兒錄》、《續小學銖寸錄》、《多識錄》、《四余錄》、《遊藝錄》、《晚闻斋稿》等。
窦垿曾为岳阳楼撰写长联，名震天下：
一楼何奇？杜少陵五言绝唱，范希文两字关情，滕子京百废俱兴，吕纯阳三过必醉。诗耶？儒耶？吏耶？仙耶？前不见古人，使我怆然涕下；
诸君试看，洞庭湖南极潇湘，扬子江北通巫峡，巴陵山西来爽气，岳州城东道崖疆。潴者，流者，峙者，镇者，此中有真意，问谁领会得来。